# Liste der Monuments historiques in Camors
Die Liste der Monuments historiques in Camors führt die Monuments historiques in der französischen Gemeinde Camors auf.

## Liste der Bauwerke
| Bezeichnung                  | Beschreibung | Standort                                                 | Kennzeichnung | Schutzstatus | Datum | Bild |
| ---------------------------- | ------------ | -------------------------------------------------------- | ------------- | ------------ | ----- | ---- |
| Alignement von Kornevec      |              | Vieux et Jeunes Semis Cornevec Forêt de Floranges (Lage) | PA00091068    | Classé       | 1934  |      |
| Galeriegrab von Lann-et-Vein |              | Lann-Penner-Boëdec (Lage)                                | PA00091069    | Classé       | 1972  |      |
| Menhirs de l’Étoile          |              | L’Étoile (Lage)                                          | PA00091070    | Classé       | 1934  |      |

## Liste der Objekte
- Monuments historiques (Objekte) in Camors in der Base Palissy des französischen Kultusministeriums